# Parrhasius urraca
Parrhasius urraca är en fjärilsart som beskrevs av Nicolay 1979. Parrhasius urraca ingår i släktet Parrhasius och familjen juvelvingar. Inga underarter finns listade i Catalogue of Life.